# Памп-Бек (Оклахома)
Памп-Бек (англ. Pump Back) — переписна місцевість (CDP) в США, в окрузі Мейз штату Оклахома. Населення — 160 осіб (2020).

## Географія
Памп-Бек розташований за координатами 36°15′40″ пн. ш. 95°7′48″ зх. д. / 36.26111° пн. ш. 95.13000° зх. д. (36.261089, -95.130113).  За даними Бюро перепису населення США в 2010 році переписна місцевість мала площу 7,04 км², з яких 5,36 км² — суходіл та 1,68 км² — водойми.

## Демографія
Згідно з переписом 2010 року, у переписній місцевості мешкало 175 осіб у 74 домогосподарствах у складі 53 родин. Густота населення становила 25 осіб/км².  Було 109 помешкань (15/км²).
Расовий склад населення:
| - 70,3 % — білих - 21,1 % — корінних американців |

До двох чи більше рас належало 8,6 %. Частка іспаномовних становила 0,0 % від усіх жителів.
За віковим діапазоном населення розподілялося таким чином: 17,7 % — особи молодші 18 років, 56,6 % — особи у віці 18—64 років, 25,7 % — особи у віці 65 років та старші. Медіана віку мешканця становила 47,5 року. На 100 осіб жіночої статі у переписній місцевості припадало 116,0 чоловіків;  на 100 жінок у віці від 18 років та старших — 111,8 чоловіків також старших 18 років.
Середній дохід на одне домашнє господарство  становив 51 362 долари США (медіана — 33 011), а середній дохід на одну сім'ю — 69 075 доларів (медіана — 43 125). За межею бідності перебувало 18,8 % осіб, у тому числі 21,7 % дітей у віці до 18 років та 15,0 % осіб у віці 65 років та старших.
Цивільне працевлаштоване населення становило 82 особи. Основні галузі зайнятості: виробництво — 48,8 %, освіта, охорона здоров'я та соціальна допомога — 28,0 %, фінанси, страхування та нерухомість — 12,2 %, інформація — 11,0 %.